# ロシア連邦中央銀行
ロシア連邦中央銀行（ロシアれんぽうちゅうおうぎんこう、ロシア語: Центральный банк Российской Федерации）は、ロシアの中央銀行。本店はモスクワにある。ロシア銀行（ロシアぎんこう、ロシア語: Банк России）とも呼ばれる。現在のロシア憲法75条および特別連邦法が、ルーブル価の安定を第一の責務とする独立機関であると定めている。また、ルーブル紙幣・硬貨の発行権限を唯一有する機関でもある。2017年には初の海外駐在事務所を中国の北京に設立した。

## ゴスバンク崩壊
起源はロシア帝国国立銀行までさかのぼるが、市場原理を尊重して機能する直接の事情はソビエト連邦の崩壊の過程にある。1986年4月チェルノブイリ原子力発電所事故は国土西部の穀倉地帯で発生した。これがウクライナで行われる農工業とその輸出に大打撃を与えた。ソ連は1982年1月ポーランドに34億ドル相当の借款を供与していたが、その回収にも影響が出た。事故同年10月にはレイキャビク会談（Reykjavík Summit）も決裂してしまった。機関投資家のグローバル化する中で、ミハイル・ゴルバチョフが事実上ビッグバンを達成したマーガレット・サッチャーと接触していたこともあって、ユーロ市場の緊張が解けていった。ペレストロイカの一環として、ユーロダラーを動かしてきた外国為替専門銀行が対外経済関係銀行に改組された（ロシア開発銀行。現VTB）。1988年初頭にソ連は7800万ドル相当のスイス・フランを担保にユーロ債市場へ参入、5月にアフガニスタンから撤兵した。1989年11月には宗教事業協会のあるバチカン市国と和解し、翌月マルタ会談が行われた。1990年初頭、ソ連は5億ドイツマルクのユーロ債を年利10％で発行し、カントリー・リスクをさらした。同年5月にソ連は市場経済へ移行することを宣言、7月にゴスバンク（Gosbank）がロシア銀行となった。そしてソ連8月クーデターが失敗したのだった。

## ロシア財閥解体
1993年2月にゴールドマン・サックスがロシア経済顧問となった。5月にゼロクーポン債が導入された（GKO）。10月から公企業が大規模に民営化されてゆく。日本の財閥解体と似て、一度は国民が所有した株式がロシアのオリガルヒに買収されていった。これは一時的にゴールドマンのような大銀行が買収するような展開を防いだように見えたが、10月政変というモスクワでの流血事件と並び、国際社会が財閥を攻撃する絶好の機会を与えた。12月にロシア連邦憲法が成立してロシア銀行の在り方を規定した。ロシア開発銀行がついにハードカレンシー債務の借換を迫られたので、連邦政府は同1993年ユーロ債を発行した。翌1994年10月にルーブルが暴落した。そこで翌1995年、エネルギー産業などの国営企業が株式を担保に融資を受けられることになり、同年は新興財閥が資金を供給したが、翌1996年は海外機関投資家に本格的な進出を許した。
1996年11月、ロシアは第一回だけで10億ドルのユーロ債を起債した。それまでの累積ユーロ債発行額は160億ドルほどに達した。1997年後半、ロシアはソ連時代ロンドンクラブに対して負った280億ドルくらいの巨額債務を整理してもらった。このうち200億ドルは1991年にデフォルトしたロシア開発銀行のプリンシパル・ノート（Prins）で、残り80億ドルが1998年にPrinsをデフォルトしたことでかさんだ利払い（IANs）であった。1996年、ロシアはソ連時代に負った4000万ドルの債務をパリクラブに減らしてもらっていたが、1998年にデフォルトして（ロシア財政危機）、1999年8月の合意で支払を2000年末まで延ばしてもらった。
世界中の債権者がロシア銀行の台所をひっくり返して、FIMACOというオフショア・カンパニーを発見した。この企業はロシア銀行のユーロバンクにコントロールされ、国際通貨基金（IMF）を欺き政府の責任財産を避難させていた。PWCが調べるところとなり、また、ロシア銀行とズベルバンクが独占していたゼロクーポン債市場の開放が主張された。
2000年11月、IMF理事会はロシア銀行に対して北欧商業銀行をふくむユーロバンク（ザグランバンク）を手放すよう勧告した。すぐVTBが欧州復興開発銀行などによって機関化された。翌2002年ロシア銀行法改正により、表向きロシア銀行は国有銀行から資本を引き上げた。しかし当分、ズベルバンクはロシア銀行が保有した。